# Флорадейл (Пенсільванія)
Флорадейл (англ. Floradale) — переписна місцевість (CDP) в США, в окрузі Адамс штату Пенсільванія. Населення — 38 осіб (2010).

## Географія
Флорадейл розташований за координатами 39°57′35″ пн. ш. 77°14′54″ зх. д. / 39.95972° пн. ш. 77.24833° зх. д. (39.959802, -77.248340).  За даними Бюро перепису населення США в 2010 році переписна місцевість мала площу 0,16 км², уся площа — суходіл.

## Демографія
Згідно з переписом 2010 року, у переписній місцевості мешкало 38 осіб у 15 домогосподарствах у складі 10 родин. Густота населення становила 245 осіб/км².  Було 15 помешкань (97/км²).
Расовий склад населення:
| - 94,7 % — білих - 2,6 % — осіб інших рас |

До двох чи більше рас належало 2,6 %. Частка іспаномовних становила 18,4 % від усіх жителів.
За віковим діапазоном населення розподілялося таким чином: 13,2 % — особи молодші 18 років, 63,1 % — особи у віці 18—64 років, 23,7 % — особи у віці 65 років та старші. Медіана віку мешканця становила 34,0 року. На 100 осіб жіночої статі у переписній місцевості припадало 137,5 чоловіків;  на 100 жінок у віці від 18 років та старших — 135,7 чоловіків також старших 18 років.
Цивільне працевлаштоване населення становило 26 осіб. Основні галузі зайнятості: сільське господарство, лісництво, риболовля — 100,0 %.